# Bergische Landwehr

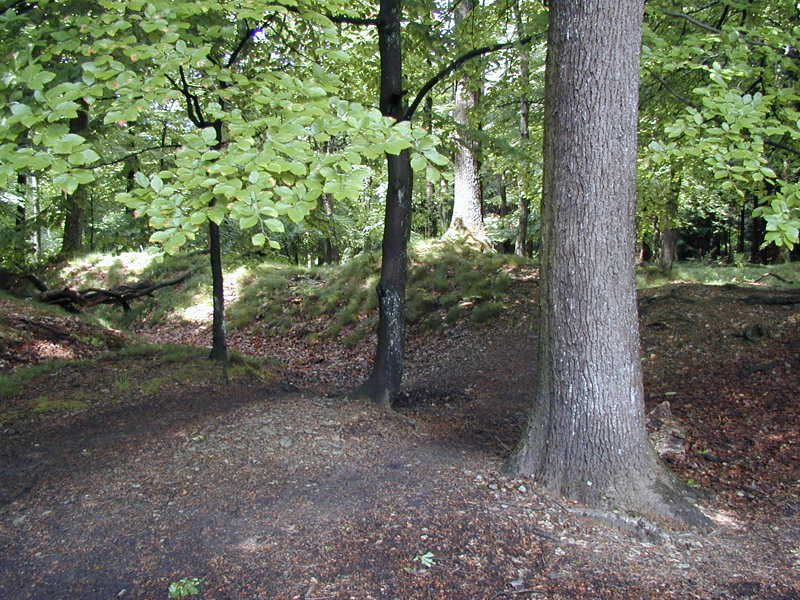
Graben der Bergisch-Märkischen Landwehr bei Filde, Radevormwald

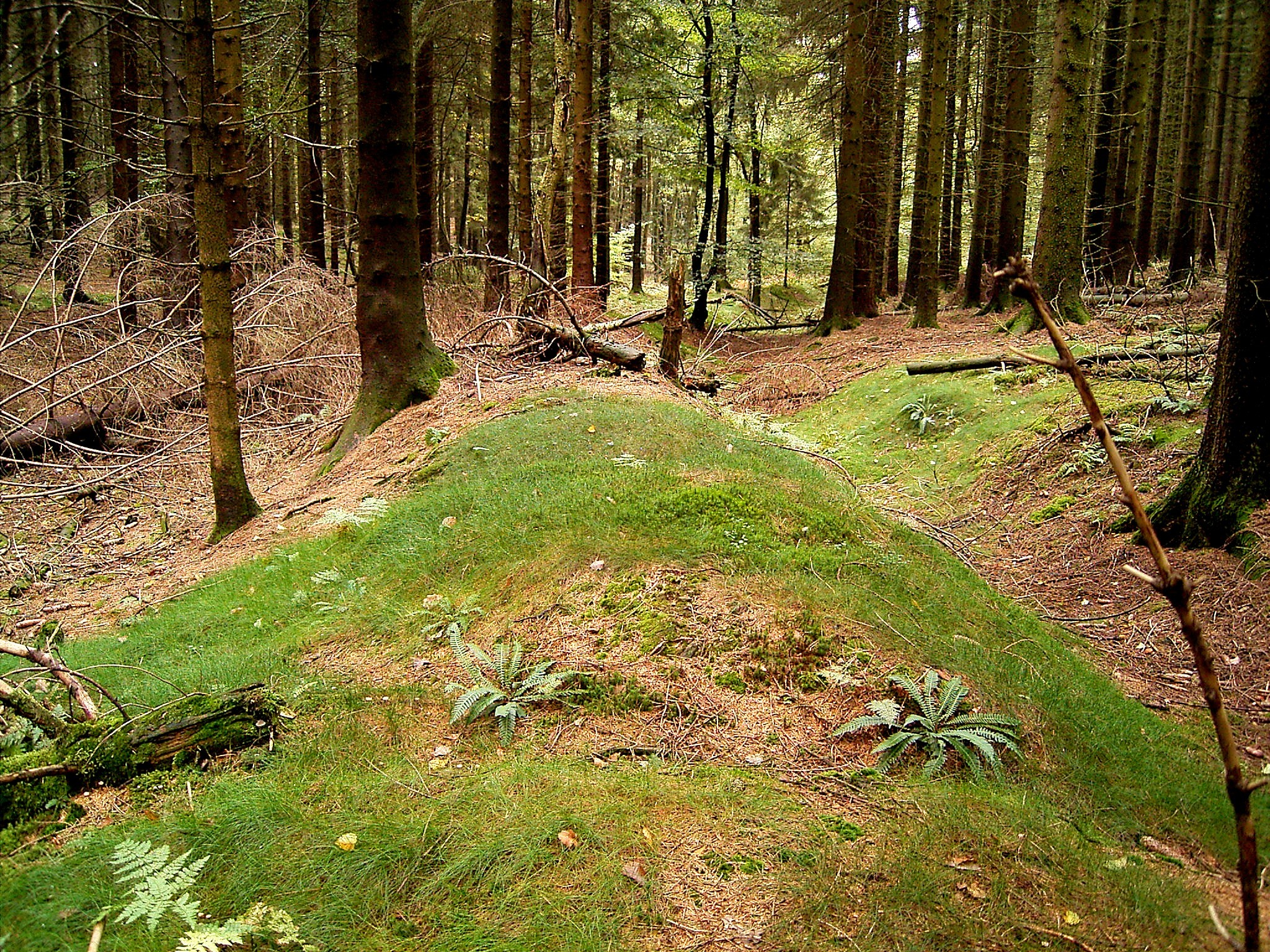
Die Landwehr bei Radevormwald-Landwehr

Die Bergische Landwehr ist ein vorneuzeitliches System von Wall-Graben-Anlagen (Landwehren), die ursprünglich mit undurchdringlichen Hecken (sog. Gebück) zur Sicherung der Landesgrenzen des Herzogtums Berg versehen waren. Sie verliefen in unterschiedlichem Abstand parallel zu den Grenzen, zumeist an Abhängen von Bachtälern.

## Interpretation
Die Landwehren wurden in verschiedenen Schriften näher beschrieben und erörtert. Zu den Autoren zählen Anton Fahne (1865), Wilhelm Crecelius, Adolf Werth, Gustav Löns, Gottfried Dütschke, Emil Wahl (1959), Hermann Kießling, Erich Schultze-Gebhardt 1980, Otto Bürger 1988, Justus Bockemühl 1987, Gerd Helbeck 2003, Martin Kollmann 2007 und vor allem Wilhelm Engels 1935 mit dem Standardwerk Die Landwehren in den Randgebieten des Herzogtums Berg von 1938.
Da eine Datierung nach Funden bisher nicht möglich war, ist die zeitliche Einordnung schwierig. Einige, zumeist ältere Vermutungen gehen dahin, dass schon Grenzstreitigkeiten zwischen den Sachsen und den Franken in karolingischer Zeit den Bau einer ersten Landwehr veranlassten. Ein ehemaliger Schlagbaum im Bereich Marscheider Wald hieß nach Helbeck früher „Frankenbaum“. Die überwiegende Meinung geht derzeit jedoch von einer Errichtung im Hoch- oder Spätmittelalter aus, in denen das Herzogtum Berg seine Landesgrenzen zu sichern suchte. Kollmann. bemerkt allerdings, dass der Stand der Waffentechnik gegen eine Anlage im Spätmittelalter spricht, da eine Hecke zu dieser Zeit keinen ausreichenden Schutz mehr bot. Dies steht aber im Widerspruch zu belegten Vorgängen aus dem Dreißigjährigen Krieg, die noch dort einen gewissen Nutzen bewiesen.

„Zuerst finde ich sie erwähnt im Weistum Much, von 1557, wo denen Strafe an Leib und Gut angedroht wird, welch sich unterstehen sollten, sie zu verwüsten. Sodann ist aus den Kellnerreirechnungen des Amt Windeck ersichtlich, dass sie vor dem Jahre 1620 als Eigentum des Herzogs von Berg verpachtet wurde.“

Daraus geht hervor, dass die Linie der Landhecken im staatlichen Besitz der Herzöge von Berg war. Die Landwehr wurde ab dem 16. Jahrhundert zumeist nicht mehr als Schutzbauwerk benötigt und daher gegen eine festgesetzte Summe an die anliegenden Bauern verpachtet. Eine herzogliche Landwehrkommission wurde ausgesandt, um deren Verlauf zwecks Pachtberechnung zu vermessen. Die meisten und zumeist auch ersten schriftlichen Belege über die bergischen Landwehren stammen aus diesen Kommissionsberichten und weiteren Kameralunterlagen über die anschließende Verpachtung. Das auf den Landwehren stehende Buchen- und Eichenholz wurde vom Pächter verkohlt und musste auf genau festgeschriebene Art vom Pächter neu bepflanzt werden. Durch Großherzog Joachim Murat wurden die Landwehrreste 1802, in der französischen Zeit parzelliert und öffentlich verkauft.
Historisch gesichert ist die Pflege und Nutzung der Landwehr als den Landfrieden sichernde Befestigung und Zollgrenze von der beginnenden Neuzeit bis in das 17. Jahrhundert. Am alten Mauspfad befindet sich bei Urbach eine frühere Zollstation genannt der „Grengel“: Grindel, Grendel oder Grengel, sind gleichbedeutend mit Riegel, Stange oder Balken.
Zahlreiche noch heutige Ortsbezeichnungen, Teile von Ortsnamen oder Flurnamen in der Region gehen auf die Landwehren zurück. Neben dem offensichtlichen Flurnamen Landwehr sind häufig Formen zu finden, die auf Begriffe des Wall- und Grabensystems verweisen, wie zum Beispiel Schlagbaum für einen beschrankten Durchlass oder Haspel für einen Personendurchgang mit Drehkreuz.

## Verlauf
Bei Annahme einer hoch- oder spätmittelalterlichen Anlage sicherte die Befestigung hauptsächlich das Territorium an der östlichen Grenze zur Grafschaft Mark. Daher spricht man hier auch von der „Äußeren Bergischen Landwehr“. Weitere Landwehren sind auch an der Grenze zum Herzogtum Kleve im Norden sowie im Osten zu den Grenzen der Herrschaft Homburg und der Grafschaft Gimborn, zum Erzbistum Köln und den im Süden angrenzenden Gebieten Sayn-Hachenburg, Sayn-Altenkirchen und Herrschaft Wildenburg zu finden. Nach Kollmann allerdings lässt sich die Vorstellung, die Landwehranlage sei auf Zwistigkeiten mit der Grafschaft Mark zurückzuführen, überzeugend widerlegen, denn das Verhältnis zum märkischen Nachbarn war um die Wende des 14. Jh. nicht so nachhaltig gestört, dass sich die langwierige Errichtung und auf Dauer kostspielige Unterhaltung hätte lohnen können. Dies steht aber im Widerspruch zu den teilweise kriegerischen bergisch-märkischen Auseinandersetzungen in der Folge der Schlacht von Kleverhamm 1397.
Die nach Kollmann vorhandene, aber archäologisch unbelegte sogenannte „Innere Bergische Landwehr“ sicherte das Altsiedelland im Rheintal gegen das dünn besiedelte (und im frühen Mittelalter sächsische) Waldland der höher liegenden, östlicheren Gebiete. Möglicherweise ist davon auszugehen, das Teile der territorialen Landwehren bereits im Frühmittelalter und davor, sowie auch noch nach dem Hochmittelalter der Sicherung von Dörfern oder Höfen dienten und nicht oder nicht mehr im Zusammenhang mit einer einheitlichen Landbefestigung standen. Da die Fundlage sehr dürftig ist, bleibt hier kaum die Möglichkeit zu einer klaren Feststellung.

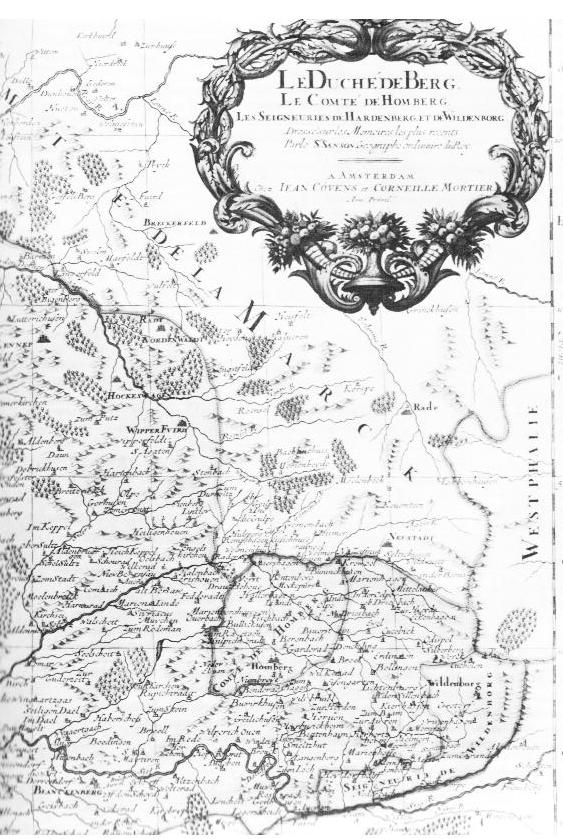
Teilausschnitt mit östlichen Landesgrenzen.

Das gesamte System der äußeren Landwehren erstreckte sich vom Rhein bei Duisburg über Mülheim an der Ruhr, Kettwig, Heiligenhaus, Velbert, Neviges, Barmen, Beyenburg, Radevormwald, Kreuzberg, Rönsahl, Lindlar-Remshagen, Engelskirchen, Drabenderhöhe, Ruppichteroth, dann die Herrschaft Homburg umrundend zur Sieg und weiter wieder zurück zum Rhein bei Bad Honnef.
Es wanderte mit den Änderungen der Territorialgrenzen, so dass es streckenweise parallel verlaufende, ältere und jüngere Linien gibt. Die Verläufe decken sich allerdings an vielen Stellen nicht mit den bekannten historischen Begebenheiten. Da die Hecken auch gut zur Einhegung von Viehweiden und als Leitlinie bei der Wolfsjagd geeignet waren, ist es zudem möglich, dass auch solche „Nützlichkeiten“ für die zum Bau der Landwehre zwangsverpflichteten Bauern den Lauf der Linie beeinflussten.
Die Landwehr bestand aus einem bis drei Erdwällen mit einem Graben von geringer Tiefe dazwischen. Am Außenfuß der Wälle befanden sich tiefere Gräben. Quellen bezeugen den Bewuchs mit undurchdringlichen Dornenhecken in einem sogenannten Gebück. Diese Hecke ergab die eigentliche Schutzfunktion der Landwehr. Eine Befestigung mit Palisaden aus Baumstämmen ist aufgrund der Länge der Landwehr und des immensen Holzbedarfes auszuschließen.
Wenige Landwehrreste sind heute noch in Teilen erhalten und abschnittsweise als Bodendenkmal geschützt.

### Landwehren innerhalb des heutigen Wuppertals
Im Stadtgebiet des heutigen Wuppertals gab es zwei parallel verlaufende Landwehrlinien, die allerdings an mehreren Stellen durchbrochen oder unklar sind. Ihr Verlauf lässt sich neben Bodenfunden laut Engels vor allem aus einem Verzeichnis einer Beyenburger Rentmeisterabrechnung von 1759/60 belegen.

Die hintere Linie, auch Elberfelder Landwehr genannt, trennte das Bergische Amt Elberfeld von dem Amt Beyenburg, zu dem auch das benachbarte Barmen gehörte. Sie verlief laut Engels von der Horather Schanze (Schanze) zum Mirker Bach (im Oberlauf Hager Bach; Hagen = Hecke einer Landwehr), an dessen Westseite bis zum Uellendahl, bog dann in Richtung Norden ab bis zum Quartier Ostersbaum (ursprünglich Mostertsbaum, man vermutet hier einen Schlagbaum, der von der Familie Mostert bewacht wurde), dann weiter über den Hardtberg zur Wupperfurt bei Haspel. Auf der anderen Flussseite verlief sie entlang dem Bendahler Bach zum Hof Dorn (Gedörn). Dort bog die Landwehr nach Osten ab und verlief über Lichtscheid, Erbschlö, den Marscheider Wald, nördlich von Herbringhausen, über Sondern nach Beyenburg. Drei erhaltene Abschnitte (zwei bei Dorn, einer im Marscheider Bachtal) sind als Bodendenkmal von der Stadt unter Schutz gestellt. Der nördliche Anschluss an die nachgewiesene Landwehr der Herrschaft Hardenberg ist laut Bürger nicht gesichert. Bei der heutigen Wüstung Delle lag ein Abzweig nach Nordosten am Schmalenhofer Bach entlang über das Blombachtal nach Werbsiepen. Dort verliert sich die Spur. 

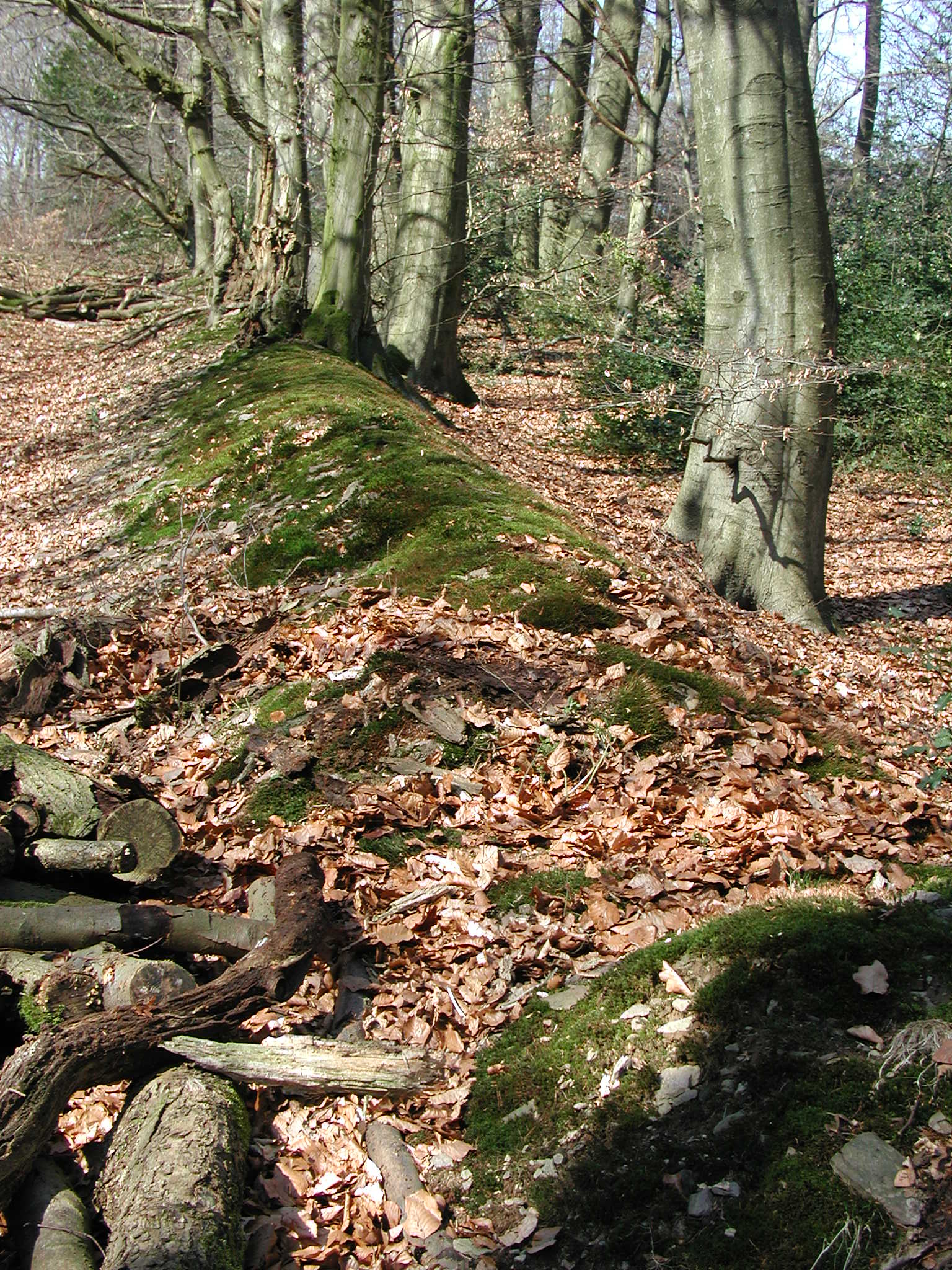
Reste der Landwehr nahe der Herbringhauser Talsperre

Die vordere Linie, auch Barmer Landwehr genannt, beginnt an der heutigen Stadtgrenze zu Sprockhövel auf Hatzfeld bei der Sprockhöveler Ortschaft Horath, läuft entlang dem Leimbach (Lehmbach, Lehmbecke) in Richtung Wupper (hier auch die Landwehrstraße), die im heutigen Ortszentrum am Alten Markt bei dem ehemaligen Schlipperhof (Schlippe = Landwehrdurchlass) überquert wurde. Durch das Fischertal und die Barmer Anlagen lief sie am Toelleturm vorbei (hier ist ein erhaltener Abschnitt als Bodendenkmal geschützt) bergauf, überquerte das Murmelbachtal und stieg bei Konradswüste hinab in das untere Blombachtal. Anschließend folgte sie der Wupper bis Beyenburg auf deren Westseite. Im Norden besaß sie vermutlich Anschluss an eine märkische Landwehrlinie, die sich von der Horather Schanze geradlinig nach Haßlinghausen erstreckte. Die Barmer Landwehr war keine Grenzlinie, da die bergisch-märkische Grenze bis zu 2,5 Kilometer weiter östlich liegt. Sie diente möglicherweise als zurückliegende strategische Verteidigungslinie. Sie folgte der Trennlinie zwischen Ober- und Niederbarmen, war aber nicht deren Ursache.
In Beyenburg endete die Barmer Landwehrlinie an der Burg Beyenburg, die Elberfelder Linie überquert einen Kilometer flussaufwärts die Wupper und setzt sich laut Engels und Helbeck unterbrechungsfrei über Öge und Spreel im Teilstück zwischen der Wupper und der Ennepe fort.

### Teilstück der Elberfelder Landwehr zwischen der Wupper und der Ennepe
Am besten ist ein Teilstück zwischen der Wupper und der Ennepetalsperre erhalten. Dort ist sie ein über weite Strecke gut sichtbarer, meist im Wald verlaufender, mehr als zwölf Kilometer langer Landwehrgraben und bildet grob die Grenze von Radevormwald zu Ennepetal und Breckerfeld.
Der Abschnitt beginnt bei Vorm Baum, dreht kurz vor Remlingrade nach Osten, überquert bei dem Ort Landwehr die Bundesstraße 483, quert bei Schifffahrt das Heilenbeckertal und läuft im großen Bogen um Filde herum und ist anschließend, sich südlich wendend von der Ennepetalsperre überflutet. Sie umschließt Wellershausen und Borbeck und endet südöstlich von Klaukenburg.
Die Landwehr schützte das Viereck Radevormwald, Borbeck, Filde, Remlingrade.
Zwischen der Hofschaft Singerhof und der Heilenbecker Talsperre verlief im Landwehrgraben bis in die 1980er Jahre ein markierter Radevormwalder Ortswanderweg.

### Landwehr Ispingrade-Stoote
Ein wesentlich kleineres Teilstück findet sich im Radevormwalder Süden zwischen dem Wiebach und der Ortschaft Marke.

### Landwehr Overath-Federath
Von Federath über den Heckberg weiter in östlicher Richtung verlief eine Landwehr parallel zu der Brüderstraße, die im 16./17. Jahrhundert durch Bergbautätigkeit zerstört wurde. Diese Landwehr hatte damit zu dieser Zeit keine Bedeutung mehr, die bis dahin darin bestand, die im 13. Jahrhundert tätigen Blei- und Silberminen Bliesenbach und Silberkaule sowie die Siedlungen der Bergleute vor auf der Brüderstraße vorbeiziehenden Räubern zu schützen. Die Minen wurden bereits im 13. Jahrhundert aufgegeben, die Landwehr verläuft noch heute als Grenze zwischen Rhein-Sieg-Kreis und dem Oberbergischen Kreis.
Nachgewiesen ist laut Engels ein Teilstück bei Lorkenhöhe an der Brüderstraße, wo ein Ortsteil noch heute Landwehr heißt. Weiterhin eine Linie von Loope bis zum Dönselberg bei Schalken, wo sie auf die Brüderstraße stieß. In Drabenderhöhe schloss sie sich an eine in Nord-Süd-Richtung verlaufende Linie an, die die Grenze zur Herrschaft Homburg sicherte.

### Landwehr Ruppichteroth-Drabenderhöhe

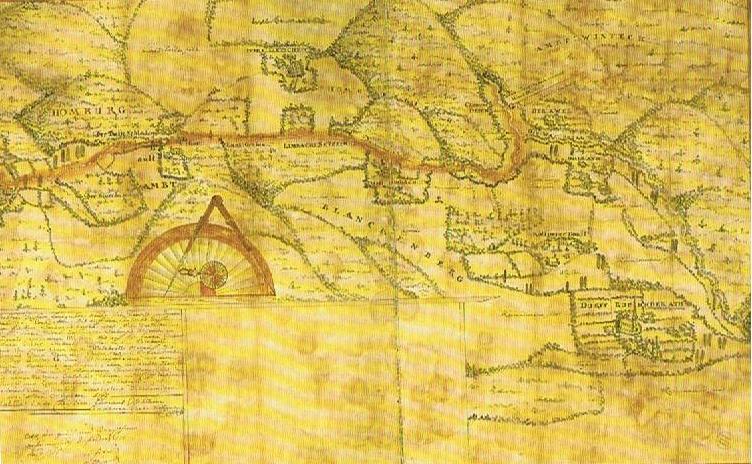
Grenze zwischen dem Herzogtum Berg und der Herrschaft Homburg 1765

Diese Karte, deren oberer Rand nach Osten zeigt, entstand auf Grund von Grenzstreitigkeiten zwischen den beiden Territorien, der Maßstab differenziert beträchtlich. Der Ort Ruppichteroth ist als größerer Ort mit den zwei Kirchen dargestellt.

„Die jetzige Bürgermeisterei Much berührt von dem Zuge einer großen Landwehr (Grenzwehr), welche an vielen Stellen den Namen Landhecke (in alten Zeiten Landhegge) trägt. Sie erstreckt sich von der Sieg bei Eitorf über Ruppichteroth, Hotgerath an Bölkum vorbei bis an die Bröl bei Röttgen. Jenseits der Bröl zieht sie sich an Alefeld, Niederdreisbach, Oberdreisbach vorbei, den Abhängen des Haubachtales bald rechts bald links folgend über Bonrath bis Drabenderhöhe dahin. Über diesen Ort hinaus bis an die Agger und noch weiter läßt sich diese Landwehr verfolgen. An vielen Stellen ist der Wall und Graben noch zu erkennen.“